# Île Hestan
L'île Hestan, en anglais Hestan Island, est une île du Royaume-Uni située en Écosse, dans le Solway Firth.